# Соколовка (Харьковская область)
Соколовка (укр. Соколівка) — село,
Асеевский сельский совет,
Балаклейский район,
Харьковская область, Украина.
Код КОАТУУ — 6320280405. Население по переписи 2001 г. составляет 12 (5/7 м/ж) человек.

## Географическое положение
Село Соколовка состоит из 2-х частей, находится возле балки с запрудой, из которой берет начало река Викнина.

## Экономика
В селе есть молочно-товарная ферма.